# Оркестр Миннесоты

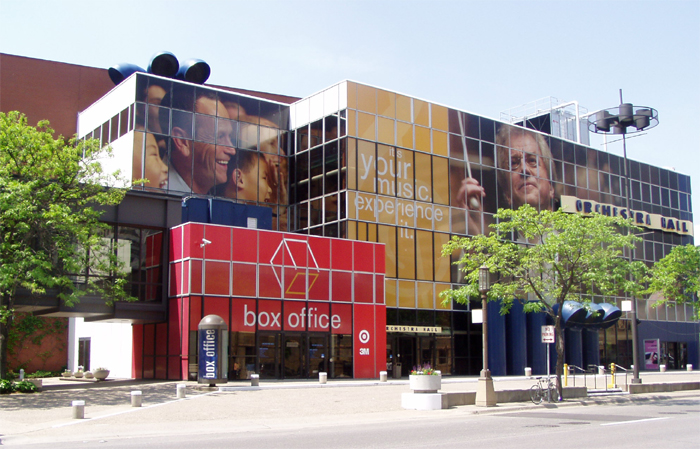
Оркестровый зал, Миннеаполис, снимок сделан в 2006 году

Оркестр Миннесоты (англ. Minnesota Orchestra) — американский симфонический оркестр, базирующийся в Миннеаполисе.
Основан в 1903 г. как Миннеаполисский симфонический оркестр (англ. Minneapolis Symphony Orchestra), получил нынешнее название в 1968 г. Принадлежит к числу ведущих оркестров США.
Среди заметных записей оркестра — работы 1930-х гг. под руководством Юджина Орманди, музыка трёх балетов Чайковского, записанная в 1954 г. и записи новейшего времени, осуществлённые Осмо Вянскя, в том числе начатый в 2004 г. цикл «Все симфонии Бетховена».

## Музыкальные руководители
- Эмиль Оберхоффер (1903—1922)
- Генри Вербрюгген (1922—1931)
- Юджин Орманди (1931—1936)
- Димитрис Митропулос (1937—1949)
- Антал Дорати (1949—1960)
- Станислав Скровачевский (1960—1979)
- Невилл Маринер (1979—1986)
- Эдо де Ваарт (1986—1995)
- Эйдзи Оуэ (1995—2002)
- Осмо Вянскя (с 2002 г.)